# Monako na Pesmi Evrovizije
Monako je nastopila na tretjem evrovizijskem izboru leta 1959. Odtlej ni bil nikoli odsoten vse do leta 1979, drugič pa se je pojavil leta 2004. Zaenkrat je Monako edina mikrodržava, ki je že kdaj zmagala v izboru na Pesmi Evrovizije. Zmagal je leta 1971 z pevko Severine z pesmijo Un banc, un arbre, un rue z doseženimi 128 točkami.
| Leto | Pesem                                  | Izvajalec                         | Finale      | Točke       | Polfinale          | Točke              |
| ---- | -------------------------------------- | --------------------------------- | ----------- | ----------- | ------------------ | ------------------ |
| 1959 | "Mon ami Pierrot"                      | Jacques Pills                     | 11.         | 1           | Ni bilo polfinalov | Ni bilo polfinalov |
| 1960 | "Ce soir-là"                           | François Deguelt                  | 3.          | 15          | Ni bilo polfinalov | Ni bilo polfinalov |
| 1961 | "Allons, allons les enfants"           | Colette Dereal                    | 10.         | 6           | Ni bilo polfinalov | Ni bilo polfinalov |
| 1962 | "Dis rien"                             | François Deguelt                  | 2.          | 13          | Ni bilo polfinalov | Ni bilo polfinalov |
| 1963 | "L'amour s'en va"                      | Françoise Hardy                   | 5.          | 25          | Ni bilo polfinalov | Ni bilo polfinalov |
| 1964 | "Où sont-elles passées"                | Romuald                           | 3.          | 15          | Ni bilo polfinalov | Ni bilo polfinalov |
| 1965 | "Va dire à l'amour"                    | Marjorie Noël                     | 9.          | 7           | Ni bilo polfinalov | Ni bilo polfinalov |
| 1966 | "Bien plus fort"                       | Téréza                            | 17.         | 0           | Ni bilo polfinalov | Ni bilo polfinalov |
| 1967 | "Boum Badaboum"                        | Minouche Barelli                  | 5.          | 10          | Ni bilo polfinalov | Ni bilo polfinalov |
| 1968 | "À chacun sa chanson"                  | Line & Willy                      | 7.          | 8           | Ni bilo polfinalov | Ni bilo polfinalov |
| 1969 | "Maman, maman"                         | Jean Jacques                      | 6.          | 11          | Ni bilo polfinalov | Ni bilo polfinalov |
| 1970 | "Marlène"                              | Dominique Dussault                | 8.          | 5           | Ni bilo polfinalov | Ni bilo polfinalov |
| 1971 | "Un banc, un arbre, un rue"            | Séverine                          | 1.          | 128         | Ni bilo polfinalov | Ni bilo polfinalov |
| 1972 | "Comme on s'aime"                      | Anne-Marie Godart & Peter MacLane | 16.         | 65          | Ni bilo polfinalov | Ni bilo polfinalov |
| 1973 | "Un train qui part"                    | Marie                             | 8.          | 85          | Ni bilo polfinalov | Ni bilo polfinalov |
| 1974 | "Celui qui reste et celui qui s'en va" | Romuald                           | 4.          | 14          | Ni bilo polfinalov | Ni bilo polfinalov |
| 1975 | "Une chanson c'est une lettre"         | Sophie                            | 13.         | 22          | Ni bilo polfinalov | Ni bilo polfinalov |
| 1976 | "Toi, la musique et moi"               | Mary Christy                      | 3.          | 93          | Ni bilo polfinalov | Ni bilo polfinalov |
| 1977 | "Une petite française"                 | Michèle Torr                      | 4.          | 96          | Ni bilo polfinalov | Ni bilo polfinalov |
| 1978 | "Les jardins de Monaco"                | Caline & Olivier Toussaint        | 4.          | 107         | Ni bilo polfinalov | Ni bilo polfinalov |
| 1979 | "Notre vie c'est la musique"           | Laurent Vaguener                  | 16.         | 12          | Ni bilo polfinalov | Ni bilo polfinalov |
| 2004 | "Notre planète"                        | Maryon                            | Brez finala | Brez finala | 20.                | 10                 |
| 2005 | "Tout de moi"                          | Lise Darly                        | Brez finala | Brez finala | 24.                | 22                 |
| 2006 | "La coco-dance"                        | Séverine Ferrer                   | Brez finala | Brez finala | 21.                | 14                 |